# Протосинкел
Протосинкел (протосингел, грец. πρωτοσύγκελλος — від дав.-гр. πρῶτος — «перший, старший» + σύγκελλος, лат. protosyncellus) — духовна (церковна) посада в деяких помісних православних Церквах. Історично — назва кліриків, які жили в одних келіях з єпископом; посада була заснована Халкідонським собором (451), й існувала як на Сході, так і на Заході.
В Константинопольській Церкві великий протосинкел — найближчий помічник Константинопольського Патріарха з управління його єпархією — Константинопольською архієпископією.